# Gazimağusa (distrikt)
Gazimağusa  nebo Famagusta (řecky Αμμοχώστου) je jeden z šesti administrativních regionů Severokyperské turecké republiky. Jeho hlavním městem je nejdůležitější přístav ostrova, Ammochostos/Mağusa. Z pohledu Kyperské republiky (a tím i celého světa kromě Turecka) je součástí obvodu (eparchie) Ammochostos okupovanou cizím vojskem. V Kyperské republice proto existuje "exilová" zpráva regionu.